# Bègues
Bègues – miejscowość i gmina we Francji, w regionie Owernia-Rodan-Alpy, w departamencie Allier.

## Demografia
Według danych na rok 1990 gminę zamieszkiwały 193 osoby, a gęstość zaludnienia wynosiła 23 osoby/km². W styczniu 2015 r. Bègues zamieszkiwało 238 osób, przy gęstości zaludnienia wynoszącej 28,4 osób/km².